# França (Bragança)
França é uma aldeia raiana portuguesa sede da Freguesia de França do Município de Bragança, freguesia com 53,71 km² de área e 199 habitantes (censo de 2021), tendo, por isso, uma densidade populacional de 3,7 hab./km².

## Demografia
A população registada nos censos foi:

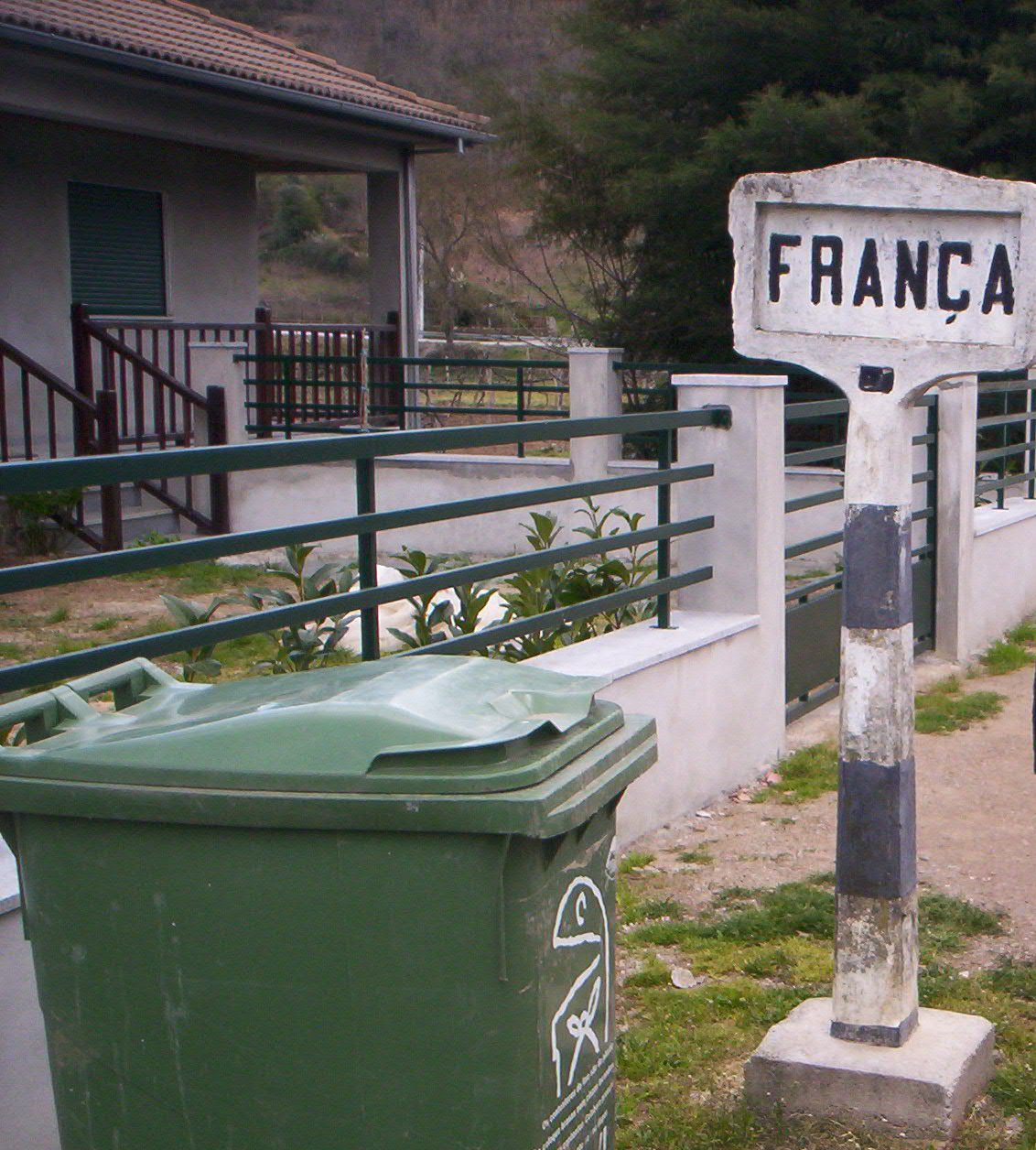
Placa assinalando a chegada à freguesia de França, município de Bragança.

| Ano  | 0-14 Anos | 15-24 Anos | 25-64 Anos | > 65 Anos |
| 2001 | 25        | 22         | 126        | 102       |
| 2011 | 15        | 19         | 101        | 103       |
| 2021 | 7         | 10         | 67         | 115       |